# 스톨레 솔바켄
스톨레 솔바켄(노르웨이어: Ståle Solbakken, 1968년 2월 27일, 콩스빙에르 ~ )는 노르웨이의 전 축구 선수이자 축구 감독이다. 현재 노르웨이 축구 국가대표팀의 감독을 맡고 있다. 그는 2004년에 노르웨이 올해의 감독으로 선정되었고, FC 쾨벤하운 소속으로 덴마크 수페르리가 우승을 5회 경험하였다. 그는 선수 시절, 1995년 노르웨이 올해의 미드필더로 선정되었고, 올보르 BK와 FC 쾨벤하운 소속으로 덴마크 수페르리가 우승을 하였다. 그는 노르웨이 축구 국가대표팀에 58경기 출장하였고, 9득점을 기록하였다. 1990년대 말, 그는 1998년 FIFA 월드컵과 UEFA 유로 2000의 본선에 참가하기도 하였다. 그는 2001년 3월, 심장마비로부터 구사일생 후, 은퇴하였다.
그는 덴마크의 올보르 BK에서 활약하던 시절, 국가대표 토너먼트에 출장하였다. 솔바켄은 올보르 BK에서 논란의 여지가 없는 리더로, 1999년에 덴마크 수페르리가와 덴마크 컵 우승 더블을 이끌어냈다. 그는 2000년에 덴마크 축구협회로부터 상을 받았다.
그는 1998년 3월부터 2000년 8월까지 올보르 BK 소속으로 79경기에 출장하여 13골을 기록하였다. 솔바켄은 더 큰 리그로의 이적을 희망하였지만, 결국 리그 라이벌 FC 쾨벤하운에 매각되었다. 이듬해인 2001년 3월, 그는 심장마비 사건 (아래의 섹션 참고)으로 인해 은퇴하였다. (2001년에 쾨벤하운은 리그 우승을 거두었다.)

## 선수 경력
그는 노르웨이에서 축구를 시작하였고, 그가 축구를 시작한 클럽은 인근의 하위 리그 클럽 그루에로, 그곳에서 5년을 머물렀다. 1989년, 그는 노르웨이 2부 리그의 하마르카메라테네로 이적하였고, 1991년 티펠리겐 승격을 이루어냈다. 그는 1994년에 티펠리겐 경쟁클럽 릴레스트룀 SK로 이적하였으며, 이후 노르웨이 축구 국가대표팀에 차출되었다. 그는 1995년 노르웨이 올해의 미드필더 닉센상을 받았다. 그는 1997년에 윔블던 FC로 이적하여 6경기 출장하였고, 웨스트 햄 유나이티드 FC를 상대로 한골을 기록하였으며, 2차례 경기 MVP가 되었으나, 이후 조 킨네어 감독으로부터 훈련명단에서 제명되었다.

## 감독 경력

### 하마르카메라테네
은퇴 이듬해, 솔바켄은 노르웨이로 복귀하였고, 2부리그에 있는 그의 친정팀 하마르카메라테네의 감독을 맡았다. 그는 하마르카메라테네 감독으로 1부 리그 승격을 획득하였다. 이듬해, 솔바켄은 하마르카메라테네를 2004 시즌 티펠리겐에서 5위로 이끌어냈으며, 2004년 노르웨이 올해의 감독 닉센상을 수상하였다. 2005년 말, 솔바켄의 그의 또다른 친정 클럽 FC 쾨벤하운의 감독이 되었다.

### FC 쾨벤하운
그가 쾨벤하운 감독직을 맡은 첫 해, 솔바켄은 2006, 2007 시즌에 쾨벤하운을 덴마크 수페르리가 정상에 올려놓았고, 2006년에는 로열 리그 트로피 우승을 거두었다. 그는 2006년 8월 23일에 2006-07 시즌 챔피언스리그 최종 예선에서 AFC 아약스를 꺾고 쾨벤하운을 조별리그에 올려놓았다. 쾨벤하운은 F조 최하위로 탈락하였지만 SL 벤피카와 승점 동률이었고, 맨체스터 유나이티드 FC를 상대로는 1-0 승리를 거두기도 하였다.
2009년 2월 16일, 쾨벤하운은 맨체스터 시티 FC와의 UEFA 컵 경기를 앞두고, 솔바켄은 맨체스터 시티가 카카를 영입하기 위해 £100M이라는 "막대한 투자"를 하는 것에 대해 "축구를 파괴한다" 라고 독설을 하였다. 쾨벤하운은 맨체스터 시티 FC와의 경기에서 합계 3-4로 패하여 탈락하였다.
2009년 5월, 솔바켄은 쾨벤하운을 2009년 덴마크 국내 더블로 이끌어냈다. 이로써 쾨벤하운은 역사상 7번째 수페르리가 우승을 거두었다. 2009년 11월 3일, 솔바켄은 2011년 6월 30일에 만료되는 계약에 대해 재계약 하지 않겠다고 선언하였다. 그 대신, 그는 2012년 1월이나 UEFA 유로 2012 이후, 노르웨이가 유로 본선에 오른다는 가정하에, 노르웨이 축구 국가대표팀의 감독을 맡겠다고 편지에 합의하였다.

### 1. FC 쾰른
2011년 5월 14일, 1. FC 쾰른의 단장이자 프랑크 섀퍼 감독이 사임하자 감독대행을 맡았던 폴커 핀케는 솔바켄이 새 쾰른의 사령탑에 올랐다고 발표하였다.

## 수상

### 선수
올보르 BK
- 덴마크 수페르리가: 1998-99

FC 쾨벤하운
- 덴마크 수페르리가: 2000-01

### 감독
FC 쾨벤하운
- 로열 리그 트로피: 2006
- 덴마크 수페르리가: 2005-06, 2006-07, 2008-09, 2009-10, 2010-11
- 덴마크 컵: 2008-09

### 개인
- 노르웨이 올해의 미드필더 닉센상: 1995
- 노르웨이 올해의 감독 닉센상: 2004
- 덴마크 수페르리가 올해의 감독: 2007, 2011

## 심장 마비
2001년 3월 13일 훈련 도중 솔바켄은 심장 마비로 쓰러졌다. 그는 클럽 닥터 프랑크 오드가르트의 응급 조치를 받았다. 그는 선수들로부터 앰뷸런스를 호출하도록 하였고 심장 마사지를 하도록 하였다. 앰뷸런스가 도착하였을때, 그는 현장에서 사망 판정을 받았다. 그는 병원으로 향하던 도중 앰뷸런스가 출발한 지 약 7분만에 깨어났다. 그는 페이스메이커의 도움을 받아 현재까지 살아오고 있다. 심장마비는 과거에 알지 못하였던 심장 문제로부터 야기된 것이었다.